# ChromeSkull: Laid to Rest 2
ChromeSkull: Laid to Rest 2 es una película estadounidense de terror de 2011, escrita y dirigida por Robert Hall, y coescrita por Kevin Bocarde. Es la secuela de la película de 2009 Laid to Rest.

## Argumento
Los secuaces del asesino en serie Jesse "ChromeSkull" Cromeans lo localizan y traen de vuelta desde el borde de la muerte, aunque las lesiones que sufrió lo han dejado desfigurado. Mientras se recupera ChromeSkull, es atendido por un asistente llamado Spann, su segundo al mando , Preston, rastrea a Princess y a Tommy, los sobrevivientes de la película anterior, a un motel. Preston mata a Princess, lo que enfurece a ChromeSkull, mientras que Tommy está a salvo, debido a que estuvo fuera durante el ataque de Preston.

## Reparto
- Brian Austin Green como Preston.
- Thomas Dekker como Tommy.
- Mimi Michaels como Jessica Cannon.
- Owain Yeoman como Detective King.
- Danielle Harris como Spann.
- Gail O'Grady como Nancy Cannon.
- Johnathon Schaech como Agente Sells.
- Nick Principe como ChromeSkull / Jesse Cromeans.
- Christopher Allen Nelson como Detective Max.
- Angelina Armani como Detective Holland.
- Brett Wagner como Detective Tiny.
- Allison Kyler como The Girl/Princess Gemstone.
- Aimee-Lynn Chadwick como Allie.
- Chris Cornel como Detective Trost.
- Camden Toy como Doctor Kerr.
- Jade Ramsey/Nikita Ramsey como Laurie.
- Steve Rizzo como Oficial Knight.
- Ky Evans como Oficial Fraser.
- Alex Jovica as Oficial Cochern.
- Brianne Davis como Sra. Cromeans
- Julia Lea Wolov como Agente femenina del FBI.

## Recepción
Steve Barton de Dread Central le dio a la película un 4.5 de 5, y opinó que es "muy posiblemente sea la más violenta película slasher de todos los tiempos "y" una pequeña película sin concesiones, inquebrantable, y completamente loca que tendrá jadeando y animando cada muerte hasta el último fotograma ". Por el contrario, Matt Serafini de la misma página web dio ChromeSkull un 2,5, y dijo que si bien la sangre derramada era brutal y que trató de hacer cosas únicas e inesperadas, la película sufrió de un malo y complicado guion, y era "tonto, incoherente y completamente exagerado".  En una reseña para DVD Verdict, , David Johnson escribió que mientras ChromeSkull "no se comparaba con el impacto del original "seguía siendo una película pulida con una mitología interesante por su asesino, y muertes sangrientas que fueron inventiva, inquietante y chocante.